# Замок на вершине

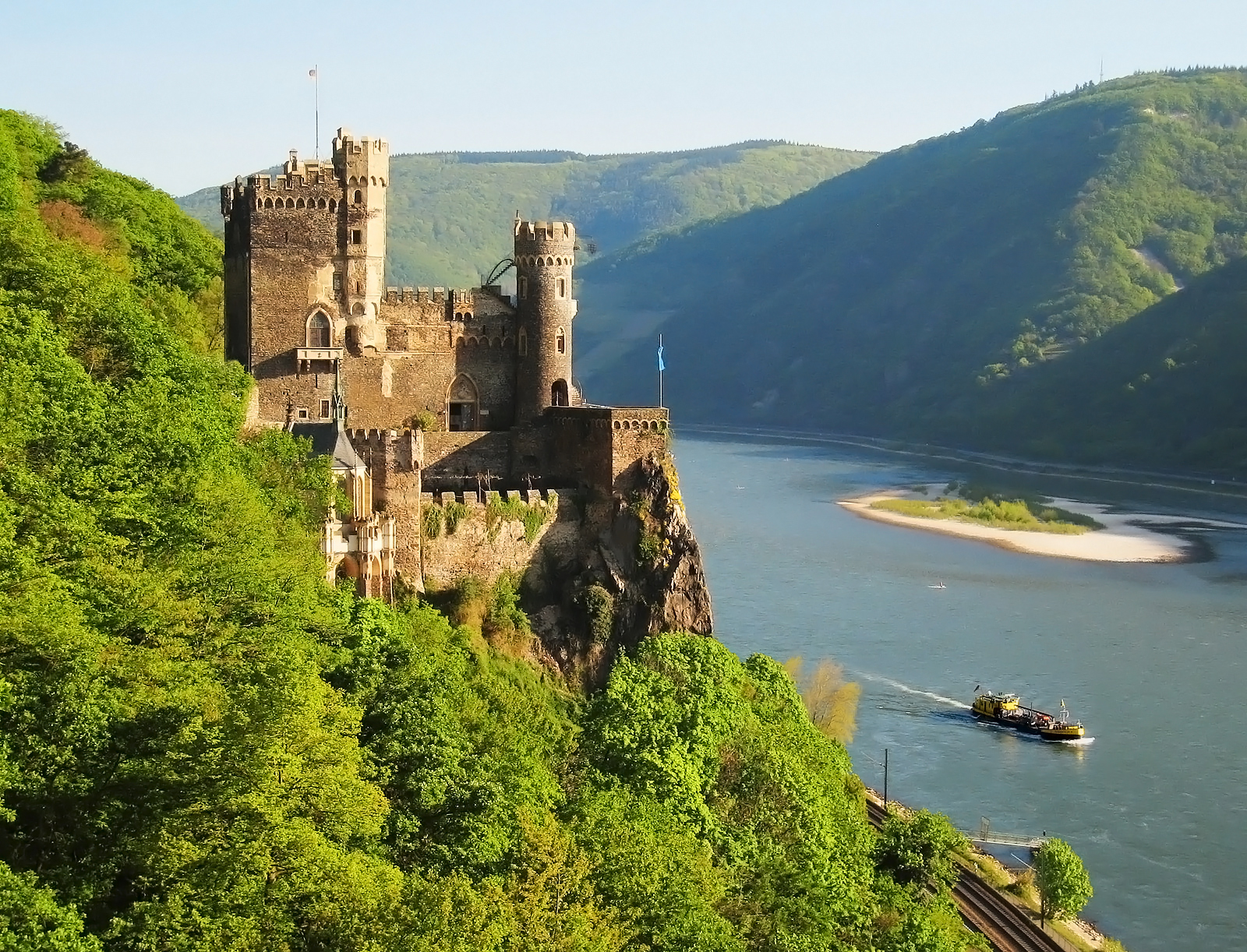
Замок Райнштайн в Германии

Замок на вершине (нем. Höhenburg, англ. Hill castle) — тип замка или крепости, построенных на естественном возвышении. Чаще всего площадкой для возведения фортификационного сооружения служат скалистые холмы, доминирующие над окрестными территориями.

## Разновидности
Замки на вершине нередко разделяют на несколько видов:
- Гипфельбург (нем. Gipfelburgen) — замок, возведённый на горе, имеющей со всех сторон крутые склоны. Пример такого сооружения: Нажак.
- Шпорнбург (нем. Spornburg)) — замок, окружённый с трёх сторон крутыми обрывистыми склонами, но имеющий с одной из сторон более высокую гору. Пример подобного вида: Райнштайн.
- Каммбург (нем. Kammburg) — замок, построенный на узком высоком гребне, имеющем труднопроходимые отвесные склоны только с двух сторон. Пример такого замка: Бецков.
- Хангбург (нем. Hangburg) — замок, построенный на одном из склонов высокой горы. Пример такой крепости: Эренфельс.
- Фельсенбург (нем. Felsenburg) — замок, в котором скальные образования являются основой или большей частью фортификационной архитектуры. Характерный пример: Нойратен.

## История
Массовое строительство замков началось в Европе в X—XI веках. Такие сооружения позволяли феодалам держать под контролем свои владения. Замок позволял укрыться в случае вражеского вторжения или крестьянского восстания. При выборе места для строительства своей укреплённой резиденции предпочтение отдавалось естественной возвышенности. Во-первых, оттуда открывался обзор, что позволяло издалека увидеть приближение врага, а во-вторых, любой холм (особенно с крутыми склонами) уже служил естественной защитой при обороне. И даже в XIX веке, когда замки строили не для спасения во время осады, а как роскошные жилые резиденции, предпочтение часто отдавалось возвышенностям, так как из сооружения открывались живописные виды окружающих просторов. Почти 66 процентов всех известных на сегодня замков является по своему типу замками на вершине.
Изначально строительство личных замков могли себе позволить только монархи и представители высшей знати (герцоги и графы). С XII века собственные небольшие крепости начали возводить дворяне более никого ранга, в частности имперские министериалы. Наконец, в XIII веке личными замками стали обзаводиться многие бароны и простые рыцари.
В настоящее время многие замки на вершине являются популярными туристическими достопримечательностями. С высоких башен открываются прекрасные виды. Нередко в бывших замках действуют видовые рестораны или гостиницы.

## Галерея

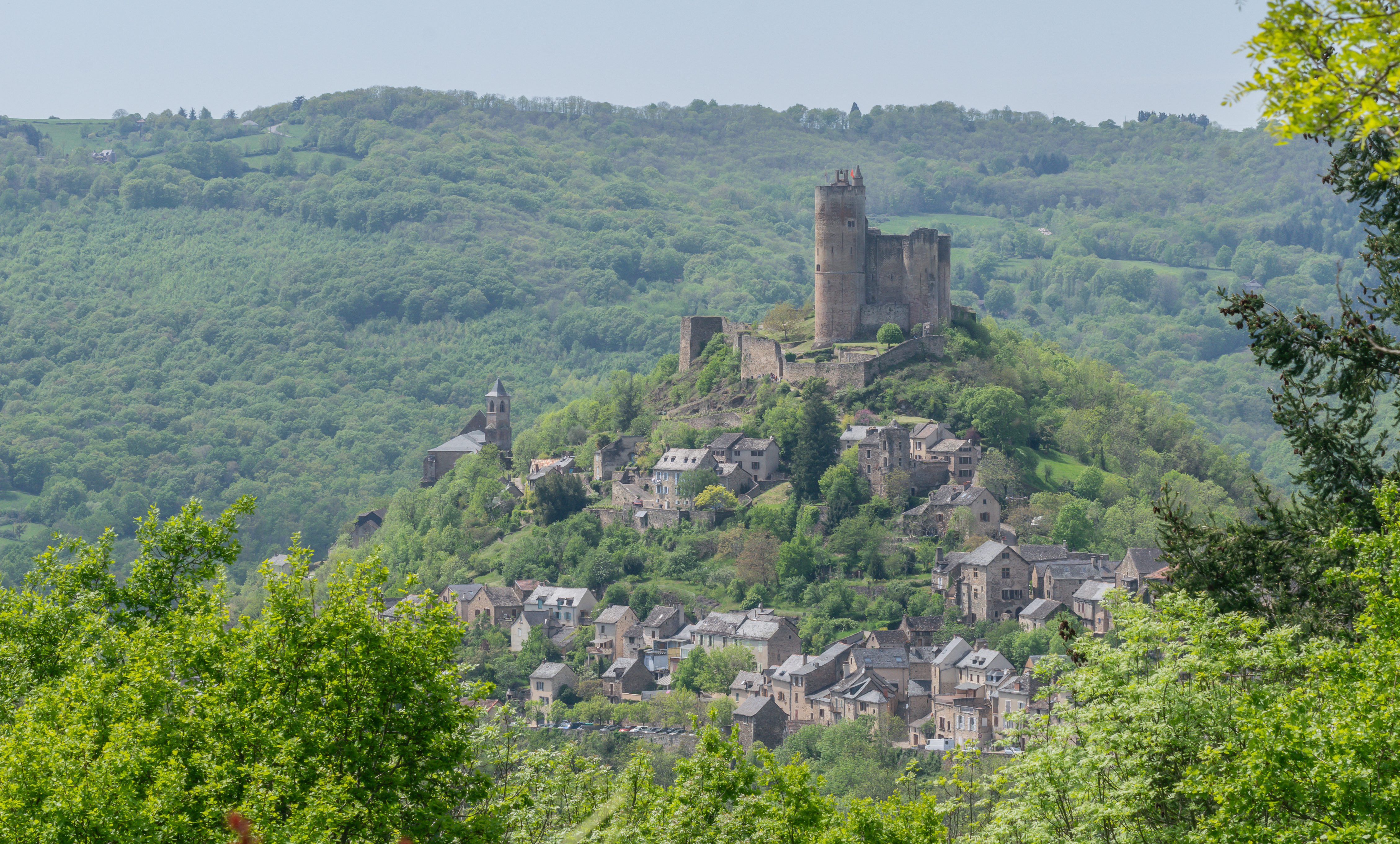
Замок Нажак
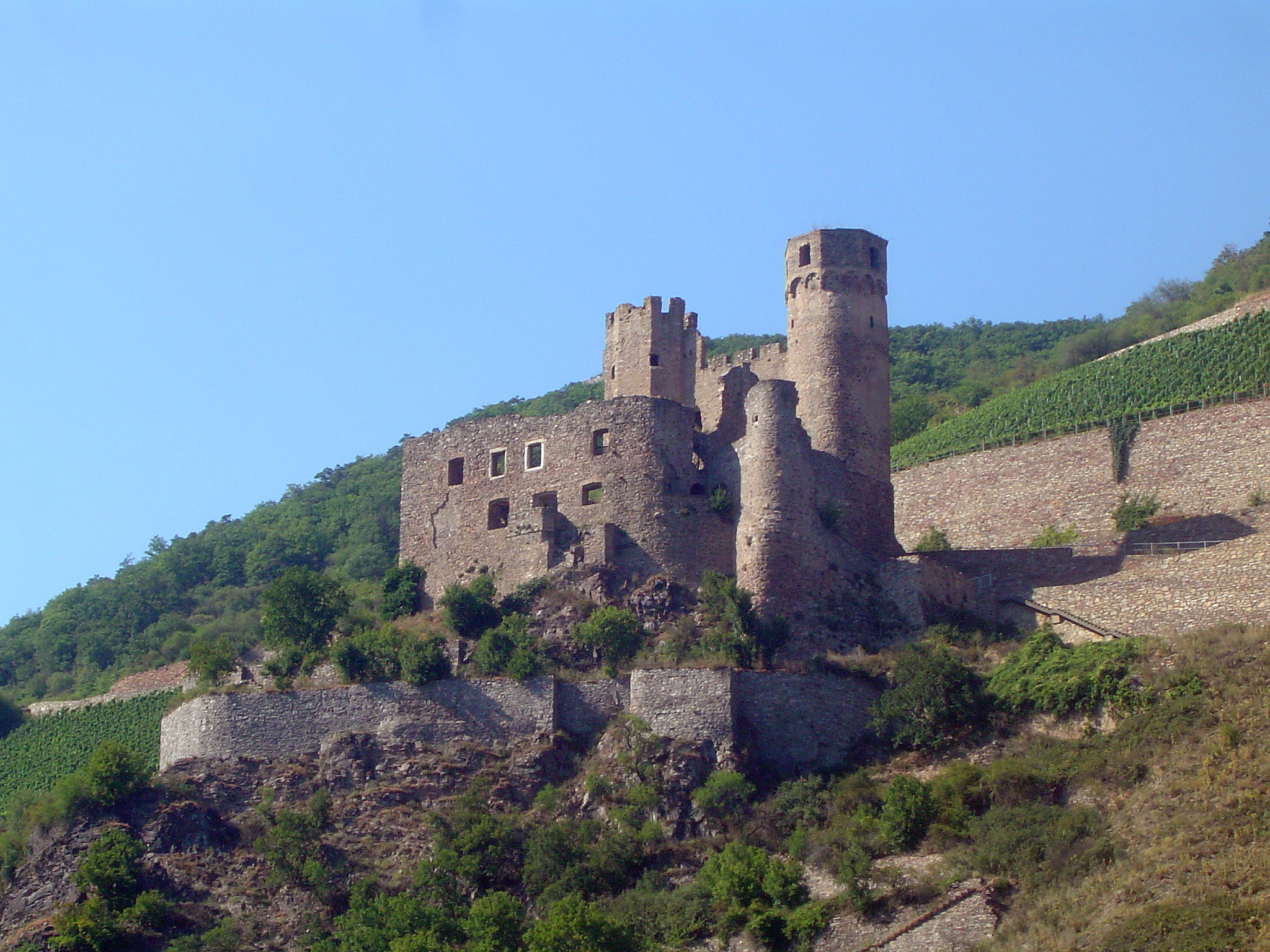
Замок Эренфельс
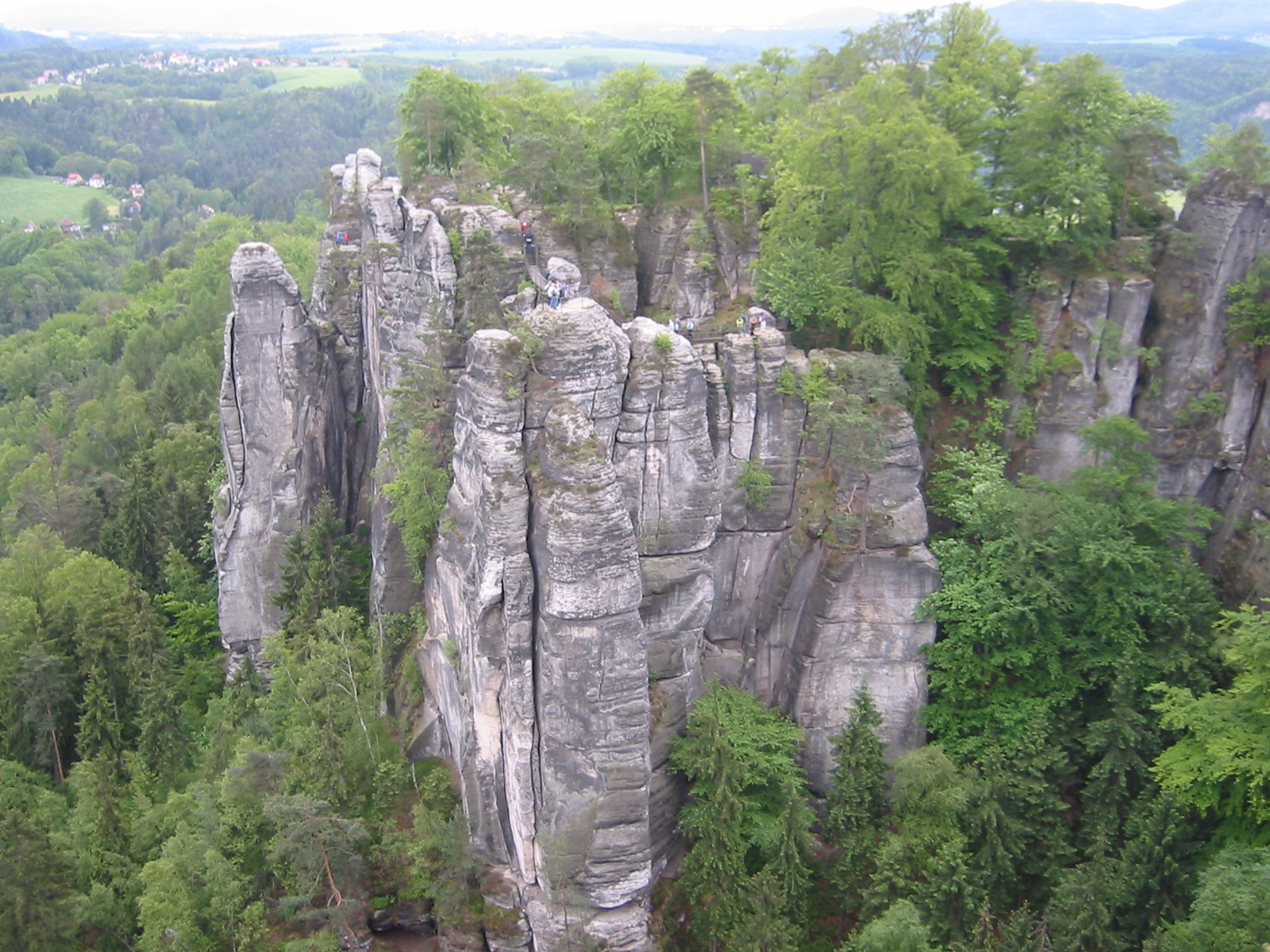
Замок Нойратен
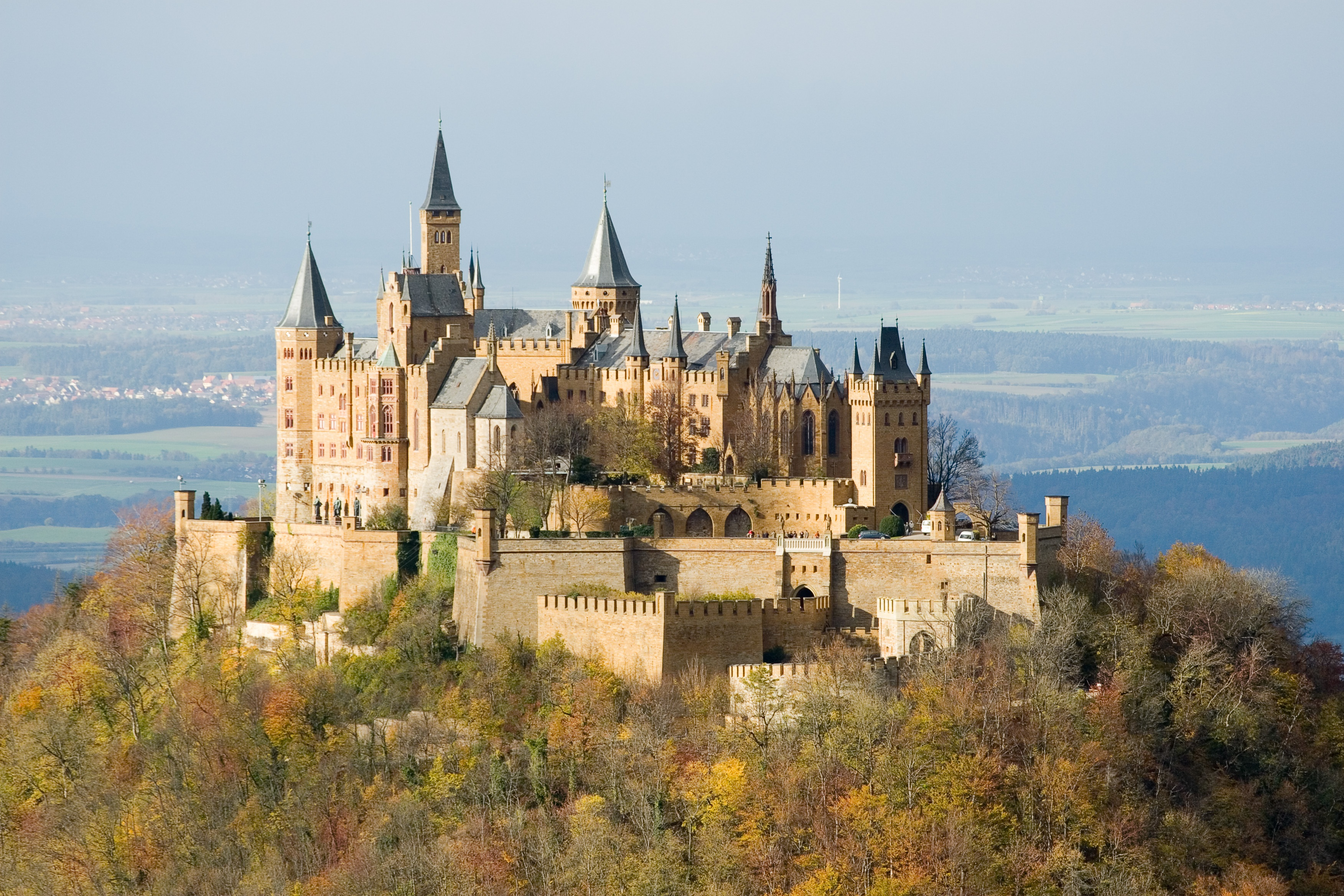
Замок Гогенцоллерн
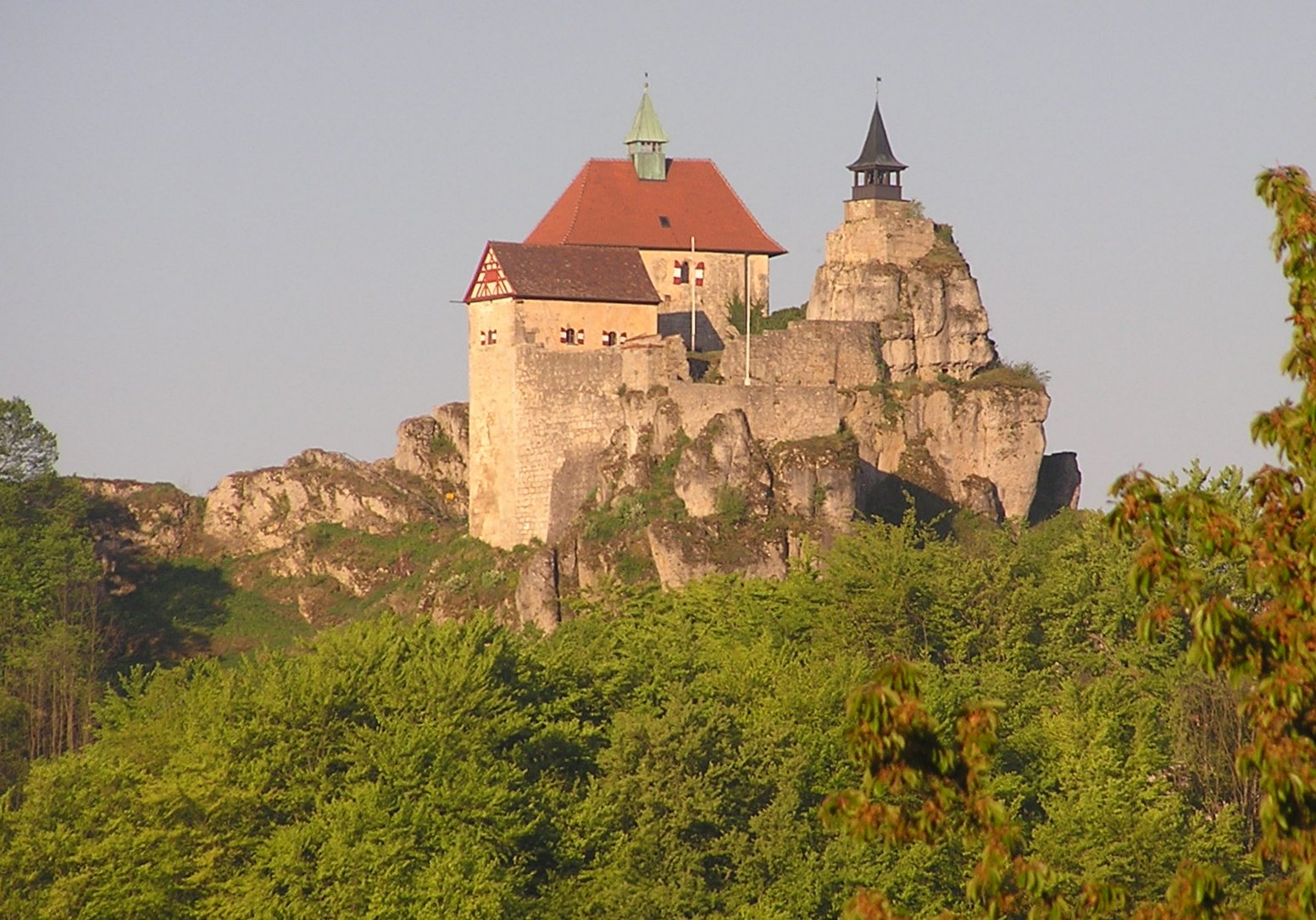
Замок Хоэнштайн